# Corythalia noda
Corythalia noda är en spindelart som först beskrevs av Chamberlin 1916.  Corythalia noda ingår i släktet Corythalia och familjen hoppspindlar. Inga underarter finns listade i Catalogue of Life.